# 九龍駅 (香港)
九龍駅（きゅうりゅうえき）は香港九龍油尖旺区にある、香港MTRの駅である。

## 概要
東涌線と機場快線の2路線が乗り入れる。なお機場快線は博覧館行きの場合乗車のみ、香港行きの場合は降車のみの扱いとなる。当駅には、搭乗1時間30分前までであれば香港国際空港の航空機への搭乗手続き、及び受託手荷物を預ける事ができる「インタウン・チェックイン」と呼ばれる施設が設置されている。
広深港高速鉄道の香港西九龍駅や、その東側にある屯馬線の柯士甸駅とも連絡通路で接続されている。

## 歴史
- 1998年
  - 6月22日 - 東涌線開通とともに開業。
  - 7月6日 - 機場快線が開通し当駅に接続。

## 駅構造
ユニオンスクエアの地下部分に駅施設がある地下駅。東涌線は島式ホーム1面2線、機場快線は相対式ホーム2面2線を有し、両線ともにホームドア完備。

### のりば
| ■機場快線ホーム (L2) | 相対式ホーム | 相対式ホーム                |
| ■機場快線ホーム (L2) | ➊番線        | ■機場快線 機場・博覧館方面→ |
| ■機場快線ホーム (L2) | ➋番線        | ←■機場快線 香港方面         |
| ■機場快線ホーム (L2) | 相対式ホーム |                             |

| ■東涌線ホーム (L4) | ➌番線      | ■東涌線 東涌・■迪士尼線方面→ |
| ■東涌線ホーム (L4) | 島式ホーム |                              |
| ■東涌線ホーム (L4) | ➍番線      | ←■東涌線 香港方面            |

## 駅周辺
駅の上部構造物やその周辺はエレメンツ(圓方商場)という一大ショッピングエリアになっており、周辺には巨大高層マンションが立ち並んでいる。
- ユニオンスクエア（中国語版、英語版）
- 環球貿易広場
- ザ・リッツ・カールトン香港
- ダブリュー・ホテル香港
- 圓方商場（中国語版）(エレメンツ)
- 天璽（The Cullinan）
- 漾日居（中国語版）
- 擎天半島（中国語版）
- 君臨天下（中国語版）
- 凱旋門（中国語版）
- 西九龍海濱長廊（中国語版）
- 天際100（中国語版）
- 佐敦道（中国語版）
- 香港麗思卡爾頓酒店（中国語版）
- 香港W酒店（中国語版）
- 西九文化区（中国語版）
- 西区海底隧道（中国語版）
- 香港西九龍駅
- 九龍站公共運輸交匯處（中国語版）
- 香港故宮文化博物館

九龍駅は九龍半島の中心部から外れた場所にある。香港島の中心部の中環(香港駅が最寄り)に向かう場合には東涌線で1駅だが、九龍の中心地である尖沙咀に行く場合には東涌線を使って遠回りをする、路線バスを使う、徒歩で柯士甸駅まで歩き、屯馬線に乗って尖東駅に向かう (更にそこから徒歩で10分もかかる) といった手順を踏むことなる。

## バス路線
エアポートエクスプレスでは、利用客の利便を図る為、九龍駅から周辺のホテルとの間を結ぶ無料のシャトルバスを運行していた。
九龍駅を起点として、ホテルや地域を一方向に循環するというルートをとっており、エアポートエクスプレス利用者は無料で乗車する事ができたが、2020年6月30日限りで廃止された。
サービス提供時の運行路線は以下のとおりである。
- K1:佐敦駅→紅磡駅→ハーバープラザ・メトロポリス→ウォンポア・ガーデン→ハーバーグランド・カオルーン→イートンホテル・香港→柯士甸駅
- K2:プリンス→ゲートウェイ→マルコポーロ・香港→カオルーンホテル/ペニンシュラ香港→シェラトン香港→ランガム香港→ロイヤルパシフィック/フェリーターミナル
- K3:ホリデーイン・ゴールデンマイル→ハイアットリージェンシー・香港→リーガル・カオルーン→日航香港→インターコンチネンタル・グランドスタッフォード→カオルーン・シャングリラ
- K4:パークホテル→ミラ香港→ラックスマナー→エンパイアホテル・カオルーン→BPインターナショナル
- K5:シティービュー→メトロパークホテル・カオルーン→ロイヤルプラザ

## 隣の駅
香港鉄路
■東涌線
香港駅 - 九龍駅 - 奥運駅
■機場快線
香港駅 - 九龍駅 - 青衣駅